# Santuario della Madonna della Rocca (Cornuda)
Il santuario della Madonna della Rocca si trova a nord-ovest del centro di Cornuda, in provincia di Treviso. Sorge su una collina a 349 m d'altitudine, su un punto particolarmente panoramico.
La gestione del santuario è affidata alle missionarie dell'Immacolata, officiate da un rettore.

## Storia
Sul luogo dove oggi sorge il santuario anticamente si trovava un fortilizio (da cui l'appellativo). Una bolla pontificia del 1245 dimostra che ancor prima della demolizione della rocca esisteva una chiesetta intitolata alla Vergine. La tradizione asserisce che la chiesa fu edificata quando su una pietra poco distante apparve la Madonna; su quella stessa pietra è stata a lungo radicata una rigogliosa quercia, che la leggenda vuole originaria della Terrasanta; è crollata il 18 maggio 2008, mezz'ora prima della discesa della Statua della Madonna dal Santuario alla chiesa di Cornuda.
La chiesa fu in seguito donata alla parrocchia di Cornuda dal nobile Annibale Scala (1247).
Nel 1450 fu restaurata dalla nobildonna Caterina da Coderta e divenne un eremo maschile. Quindici anni dopo ai monaci succedettero le monache.
Una bolla papale del 1492 vietava alle suore di abbandonare il convento, ma l'ordine fu spesso trasgredito e, nonostante le varie altre misure prese, il luogo restò noto per l'indisciplina delle occupanti. Dopo la guerra della Lega di Cambrai, la comunità fu dispersa e il monastero soppresso. Il santuario fu affidato allora a un sacerdote che, dal 1650, portava il titolo di priore e poi di rettore.
Tra l'8 e il 9 maggio 1848 la zona ai piedi del santuario fu teatro di uno scontro (noto come battaglia di Cornuda) che oppose appena 2.000 patrioti guidati da Andrea Ferrari e 22.000 soldati austro-ungarici del generale Nugent. Come prevedibile, la battaglia fu una disfatta per gli italiani, sebbene lodevole fosse il loro eroismo; gli imperiali saccheggiarono poi il santuario e torturarono il rettore don Mansueto Zannini, morto poco dopo per le sofferenze.
La vicinanza al fronte del Piave durante la grande guerra pure provocò ingenti danni all'edificio.

## L'edificio
Il complesso è costituito da un nucleo medievale, probabilmente la chiesetta originaria, e da aggiunte del tardo Seicento.
Nella cantoria della chiesa è collocato un organo proveniente dalla chiesa di san Francesco rep. San Marino,passando x San lorenzo in Campo (PS) , e poi Scascoli di Loiano (BO), di seguito nel 72 acquistato, restaurato e collocato nel 1972 da Girotto Silvano e figlio Alessandro di Postioma . 
Il luogo è da secoli meta di pellegrinaggio in quanto conserva una miracolosa immagine della Madonna. Tutt'oggi ciascuna delle sei parrocchie del circondario lo raggiungono con una processione una volta all'anno:
- Cornuda: il 25 febbraio, per ringraziare la Madonna della protezione nel terremoto del 1695. Un tempo si saliva scalzi al santuario.
- Coste: la seconda domenica di settembre.
- Covolo: il giorno di san Liberale.
- Maser: la domenica seguente l'Ascensione.
- Nogarè: il 25 aprile.
- Onigo: il lunedì di Pasqua. In questo giorno molte famiglie e giovani anche di altri paesi salgono la collina della Rocca per festeggiare Pasquetta.[2]